# Engelskrieger
Engelskrieger ist das siebte Studioalbum der Band Subway to Sally, es erschien 2003 beim Label Motor Music. Es stellte für Band, Fans und Presse einen stilistischen Umbruch im Vergleich zu den Vorgängern dar.

## Stil
Musikalisch äußerte sich dies in einer für die Band nicht gekannten Härte, die elektrischen Gitarren stehen klar im Vordergrund. Die Texte, allgemein sozial- und gesellschaftskritisch, handeln von Kindesmissbrauch (Abendlied, Kleine Schwester), Politik (Falscher Heiland), Religion (Abendland), Sterbehilfe (2000 Meilen unterm Meer), Aids (Unsterblich), Lebensgefühl und Körperkult (Knochenschiff) sowie selbstverletzendem Verhalten (Narben). Auf mittelalterlich anmutende Themen, wie es sie auf vorherigen Alben immer wieder gab, wurde hingegen vollständig verzichtet.

## Erfolg
Kommerziell war das Album sehr erfolgreich. Es kam bis auf Platz 9 der deutschen Album-Charts. Dies bedeutete für Subway to Sally den bis dato höchsten Charterfolg. Das nächste Album Nord Nord Ost konnte den Erfolg noch übertreffen.

## Titelliste
1. Geist des Kriegers – 3:41
2. Falscher Heiland – 4:02
3. Unsterblich – 3:41
4. Kleine Schwester – 4:00
5. Abendlied – 3:13
6. Narben – 4:28
7. 2000 Meilen unterm Meer – 4:40
8. Knochenschiff – 3:42
9. Wolfstraum – 3:55
10. Verloren – 3:09
11. Abendland – 6:45

## Singleauskopplungen
Ausgekoppelt wurden die Lieder Falscher Heiland und Unsterblich, welches auf der Single jedoch in einer neuen Version erschien. Falscher Heiland erreichte Platz 94 der deutschen Single-Charts.

## Tour
Die Tour zum Album war die bis dato längste und erfolgreichste der Band, das Konzert vom 11. April 2003 in der Berliner Columbiahalle wurde komplett aufgezeichnet und erschien am 27. Oktober 2003 unter dem Namen Live als Doppel-DVD.

## Kritik
- Michael Edele schrieb im März 2003 für laut.de:„Es dürfte mit Sicherheit nicht wenige erstaunte Gesichter geben. Manche werden den Folk-Metallern Subway To Sally nach diesem Album vielleicht sogar den Rücken kehren oder von Ausverkauf reden. Ob dieser Vorwurf gerechtfertigt ist, muss jeder selbst entscheiden. War ‚Herzblut‘ für jeden Fan noch eine eindeutige Angelegenheit, so präsentiert sich ‚Engelskrieger‘ als sehr zweischneidiges Schwert. Die Frage, die sich Subway To Sally auf alle Fälle gefallen lassen müssen, lautet: Was hat das alles noch mit Mittelalter-Rock zu tun?“[2]